# Самодуровка (Башкортостан)
Самодуровка (баш. Самодуровка) — деревня в Воздвиженском сельсовете муниципального района Альшеевский район Республики Башкортостан России.
В черте деревни расположен исток реки Кузи. 

## Население
| 2002 | 2009 | 2010 |
| ---- | ---- | ---- |
| 22   | ↘13  | ↗18  |

Согласно переписи 2002 года, преобладающая национальность — русские (100 %).

## Географическое положение
Расстояние до:
- районного центра (Раевский): 45 км,
- центра сельсовета (Воздвиженка): 4 км,
- ближайшей железнодорожной станции (Аксеново): 4 км.